# Mala Kruševica
Mala Kruševica (izvirno srbsko Мала Крушевица) je naselje v Srbiji, ki upravno spada pod Občino Varvarin; slednja pa je del Rasinskega upravnega okraja.

## Demografija
V naselju živi 273 polnoletnih prebivalcev, pri čemer je njihova povprečna starost 47,0 let (46,1 pri moških in 48,1 pri ženskah). Naselje ima 84 gospodinjstev, pri čemer je povprečno število članov na gospodinjstvo 3,77.
|  |

| Demografija | Demografija     | Demografija     |
| Leto        | Št. prebivalcev | Št. prebivalcev |
| ----------- | --------------- | --------------- |
|             |                 |                 |
|             |                 |                 |
|             |                 |                 |
|             |                 |                 |
| 1948        | 493             |                 |
| 1953        | 481             |                 |
| 1961        | 454             |                 |
| 1971        | 444             |                 |
| 1981        | 410             |                 |
| 1991        | 356             | 355             |
| 2002        | 326             | 317             |
|             |                 |                 |

| Etnična sestava po popisu iz leta 2002 | Etnična sestava po popisu iz leta 2002 | Etnična sestava po popisu iz leta 2002 | Etnična sestava po popisu iz leta 2002 | Etnična sestava po popisu iz leta 2002 |
| -------------------------------------- | -------------------------------------- | -------------------------------------- | -------------------------------------- | -------------------------------------- |
| Srbi                                   | Srbi                                   |                                        | 310                                    | 97,79%                                 |
| Črnogorci                              | Črnogorci                              |                                        | 5                                      | 1,57%                                  |
| Nemci                                  | Nemci                                  |                                        | 1                                      | 0,31%                                  |
| Neznano                                | Neznano                                |                                        | 1                                      | 0,31%                                  |